# بریگادون
بریگادون (انگلیسی: Brigadoon) موزیکالی با کتاب و اشعار آلن جی لرنر و موسیقی فردریک لووه است. این نمایش دو گردشگر آمریکایی را نشان می‌دهد که به‌طور تصادفی به بریگادون، یک دهکده اسرارآمیز اسکاتلندی که هر ۱۰۰ سال فقط یک روز ظاهر می‌شود، برخورد می‌کنند. تامی، یکی از گردشگران، عاشق فیونا، زن جوان اهل بریگادون می‌شود.